# Liberec Open 2023 - Doppio
Neil Oberleitner e Philipp Oswald erano i detentori del titolo ma solo Oberleitner ha scelto di partecipare in coppia con Tim Sandkaulen.
In finale Petr Nouza e Andrew Paulson hanno sconfitto Neil Oberleitner e Tim Sandkaulen con il punteggio di 6–3, 6–4.

## Teste di serie
1. Petr Nouza /  Andrew Paulson (campioni)
2. Neil Oberleitner /  Tim Sandkaulen (finale)

1. David Pichler /  Oleg Prihodko (quarti di finale)
2. Federico Agustín Gómez /  Marcus Willis (semifinale)

## Wildcard
1. Matyáš Černý /  Daniel Siniakov (primo turno)

1. Dominik Kellovsky /  Patrik Rikl (ritirati)

## Alternate
1. Hynek Bartoň /  Martin Krumich (primo turno)

## Tabellone

### Legenda
| - Q = Qualificato - WC = Wild card - LL = Lucky loser | - ALT = Alternate - SE = Special Exempt - PR = Protected Ranking | - w/o = Walkover - r = Ritirato - d = Squalificato |

|  | Primo turno | Primo turno                            | Primo turno                      | Primo turno | Primo turno |  |  | Quarti di finale | Quarti di finale                       | Quarti di finale                       | Quarti di finale                       | Quarti di finale           |     |     | Semifinali | Semifinali                       | Semifinali                       | Semifinali                      | Semifinali                      |   |   | Finale | Finale | Finale | Finale | Finale |  |
|  |             |                                        |                                  |             |             |  |  |                  |                                        |                                        |                                        |                            |     |     |            |                                  |                                  |                                 |                                 |   |   |        |        |        |        |        |  |
|  | 1           | P Nouza A Paulson                      | P Nouza A Paulson                | 6           | 7           |  |  |                  |                                        |                                        |                                        |                            |     |     |            |                                  |                                  |                                 |                                 |   |   |        |        |        |        |        |  |
|  | Alt         | H Bartoň M Krumich                     | H Bartoň M Krumich               | 4           | 61          |  |  | 1                | P Nouza A Paulson                      | P Nouza A Paulson                      | 6                                      | 6                          |     |     |            |                                  |                                  |                                 |                                 |   |   |        |        |        |        |        |  |
|  |             | J Forejtek S Nagal                     | 4                                | 7           | [13]        |  |  |                  | V Kopřiva J Pospíšil                   | V Kopřiva J Pospíšil                   | 4                                      | 3                          |     |     |            |                                  |                                  |                                 |                                 |   |   |        |        |        |        |        |  |
|  |             | V Kopřiva J Pospíšil                   | 6                                | 5           | [15]        |  |  |                  |                                        |                                        |                                        |                            |     |     | 1          | P Nouza A Paulson                | 67                               | 7                               | [10]                            |   |   |        |        |        |        |        |  |
|  | 4           | FA Gómez M Willis                      | 4                                | 6           | [10]        |  |  |                  |                                        | 4                                      | FA Gómez M Willis                      | 79                         | 5   | [7] |            |                                  |                                  |                                 |                                 |   |   |        |        |        |        |        |  |
|  |             | M Karol T Kodat                        | 6                                | 4           | [8]         |  |  | 4                | FA Gómez M Willis                      | FA Gómez M Willis                      | FA Gómez M Willis                      | w/o                        |     |     |            |                                  |                                  |                                 |                                 |   |   |        |        |        |        |        |  |
|  |             | M Pucinelli de Almeida J Reis da Silva | 7                                | 1           |             |  |  |                  | M Pucinelli de Almeida J Reis da Silva | M Pucinelli de Almeida J Reis da Silva | M Pucinelli de Almeida J Reis da Silva |                            |     |     |            |                                  |                                  |                                 |                                 |   |   |        |        |        |        |        |  |
|  |             | L Klein N Serdarušić                   | 5                                | 1           | r           |  |  |                  |                                        |                                        |                                        |                            |     |     | 1          | Petr Nouza Andrew Paulson        | Petr Nouza Andrew Paulson        | 6                               | 6                               |   |   |        |        |        |        |        |  |
|  |             | C Bittoun Kouzmine V Uzhylovskyi       | C Bittoun Kouzmine V Uzhylovskyi | 6           | 6           |  |  |                  |                                        |                                        |                                        |                            |     |     |            |                                  | 2                                | Neil Oberleitner Tim Sandkaulen | Neil Oberleitner Tim Sandkaulen | 3 | 4 |        |        |        |        |        |  |
|  |             | F Iannaccone D Klok                    | F Iannaccone D Klok              | 1           | 2           |  |  |                  | C Bittoun Kouzmine V Uzhylovskyi       | C Bittoun Kouzmine V Uzhylovskyi       | 6                                      | 6                          |     |     |            |                                  |                                  |                                 |                                 |   |   |        |        |        |        |        |  |
|  | WC          | M Černý D Siniakov                     | M Černý D Siniakov               | 5           | 4           |  |  | 3                | D Pichler O Prihodko                   | D Pichler O Prihodko                   | 4                                      | 3                          |     |     |            |                                  |                                  |                                 |                                 |   |   |        |        |        |        |        |  |
|  | 3           | D Pichler O Prihodko                   | D Pichler O Prihodko             | 7           | 6           |  |  |                  |                                        |                                        |                                        |                            |     |     |            | C Bittoun Kouzmine V Uzhylovskyi | C Bittoun Kouzmine V Uzhylovskyi | 611                             | 5                               |   |   |        |        |        |        |        |  |
|  |             | J Barnat M Vrbenský                    | 5                                | 6           | [7]         |  |  |                  |                                        | 2                                      | N Oberleitner T Sandkaulen             | N Oberleitner T Sandkaulen | 713 | 7   |            |                                  |                                  |                                 |                                 |   |   |        |        |        |        |        |  |
|  |             | R Jebavý J Veselý                      | 7                                | 3           | [10]        |  |  |                  | R Jebavý J Veselý                      | R Jebavý J Veselý                      | 3                                      | 6                          |     |     |            |                                  |                                  |                                 |                                 |   |   |        |        |        |        |        |  |
|  |             | R Stepanov T Whiting                   | R Stepanov T Whiting             | 63          | 2           |  |  | 2                | N Oberleitner T Sandkaulen             | N Oberleitner T Sandkaulen             | 6                                      | 78                         |     |     |            |                                  |                                  |                                 |                                 |   |   |        |        |        |        |        |  |
|  | 2           | N Oberleitner T Sandkaulen             | N Oberleitner T Sandkaulen       | 7           | 6           |  |  |                  |                                        |                                        |                                        |                            |     |     |            |                                  |                                  |                                 |                                 |   |   |        |        |        |        |        |  |